# 412

412(사백십이)는 411보다 크고 413보다 작은 자연수다.

## 수학
- 합성수로, 그 약수는 1, 2, 4, 103, 206, 412이다. 진약수의 합은 316이므로, 412는 부족수다.
- {\displaystyle 47^{6}-1}은 412로 나누어떨어진다.

## 과학·기술
- HTTP 412 (Precondition Failed→조건부 요청 실패): 조건부 요청에서 사용자와 서버의 전제조건이 맞지 않을 때 웹 서버가 보내는 HTTP 상태 코드.

## 교통

### 철도
- 수도권 전철 4호선 창동역의 역번호.
- 부산 도시철도 4호선 윗반송역의 역번호.

### 도로
- 국도 제412호선
  - 일본 412번 국도(일본어판): 가나가와현 히라쓰카시에서 사가미하라시 미도리구까지 이어지는 일본의 국도.
- 기타 도로
  - 412번 지방도 (폐지): 강원도 정선군 화암면 백전리에서 삼척시 도계읍 마교리까지 이어지던 대한민국의 과거 지방도.
  - 현도 제412호선

## 군사
- U-412(영어판): 제2차 세계 대전에 사용된 나치 독일의 군용 잠수함.

## 문화유산
- 대한민국의 보물 제412호: 경주 양동 향단
- 대한민국의 사적 제412호: 제주 고산리 유적

## 기타
- 날짜: 4월 12일
- 연도: 412년, 기원전 412년